# Albert Blute
Albert Blute est un auteur antisémite et collaborationniste français dont le nom apparaît dans des publications entre 1937 et 1945.
Il est possible que ce nom soit le pseudonyme d'un propagandiste nazi ou pro-nazi. « Blute » est peut-être inspiré du mot allemand Blut (le sang) et le verbe bluten (saigner), qui pourrait rappeler les lois de Nuremberg sur la protection du « sang allemand » qui donnaient une assise juridique à l'antisémitisme.
Les ouvrages d'Albert Blute étaient publiés par les éditions Latines. Maison d'édition réquisitionnée par les Allemands parce que l'éditeur Fernand Sorlot, âgé de 29 ans, avait eu le courage de faire paraître Mein Kampf d'Adolf Hitler qui lui valut un procès d'Hitler en 1938 pour interdire la diffusion du livre en France.

## Publications
- Contre la guerre, rassemblement!, Paris, Éditions des œuvres latines, « Face au Front populaire », no 2, [1937].
- Face aux juifs, Paris-Strasbourg, Éditions des œuvres latines, "Face au Front populaire", no 3, [1945].